# Shannon Powell
Shannon Powell (New Orleans, 8 april 1962) is een Amerikaanse jazz en  ragtime drummer. Hij trad en speelde met Ellis Marsalis, Harry Connick, Jr., Danny Barker, Branford Marsalis, Wynton Marsalis en zijn Lincoln Center Jazz Orchestra, Diana Krall, Earl King, Dr. John,  Preservation Hall Jazz Band, Marcus Roberts, John Scofield, Jason Marsalis, Leroy Jones, Nicholas Payton, en Donald Harrison Jr.. Op grammofoonplaat is hij te horen op de opnames met stadsgenoot Harry Connick jr..

## Jeugd
Shannon is geboren en getogen in de muzikaal en cultureel-historische wijk Tremé, grenzend aan het French Quarter. De geluiden van de stad New Orleans en de wijk Tremé speelden een belangrijke rol in de ontwikkeling van Shannon Powell, evenals de veelheid aan muzikanten om hem heen. Danny Barker vroeg Shannon om zich bij de Fairview Baptist Church Marching Band aan te sluiten. Shannons eerste betalende optreden was op 14-jarige leeftijd op het "Jazz Fest" als lid van Danny Barkers band "The Jazzhounds". Powell studeerde aan de "Black Academy of Arts" met klasgenoten  Wynton en Branford Marsalis.

## Carrière
Powell treedt regelmatig op tijdens het New Orleans Jazz Fest. Hij speelde in trio's met Ellis Marsalis, Tommy Ridgely, Johnny Adams, Kermit Ruffins en Lillian Boutté. Powell speelt bij de Preservation Hall Jazz Band en heeft een eigen kwartet met  Jason Marsalis, Steve Masakowski, en Roland Guerin.